# کاهو ناکامورا
کاهو ناکامورا (انگلیسی: Kaho Nakamura; ۲۶ مهٔ ۱۹۹۲ – ) خواننده-ترانه‌پرداز اهل ژاپن بود.